# Niels Sørensen
Niels Sørensen (ur. 12 listopada 1951 we Frederiksbergu) – duński piłkarz występujący na pozycji pomocnika.

## Kariera klubowa
Sørensen karierę rozpoczynał w sezonie 1971 w pierwszoligowym zespole KB. W sezonie 1974 zdobył z nim mistrzostwo Danii. W 1975 roku przeszedł do holenderskiego FC Amsterdam, grającego w Eredivisie. Występował tam przez 1,5 roku, a potem przez kolejne pół w ZAC Zwolle.
W 1977 roku Sørensen przeszedł do greckiego Olympiakosu. W sezonie 1977/1978 zajął z nim 4. miejsce w pierwszej lidze greckiej. W 1978 roku odszedł do austriackiego Grazer AK. W Bundeslidze zadebiutował 18 sierpnia 1978 w przegranym 1:2 meczu z Austrią Salzburg. Graczem Grazera był przez dwa sezony.
Następnie Sørensen występował belgijskim Lierse SV, a także w Danii w zespołach KB oraz Hellerup IK. W 1984 roku zakończył karierę.

## Kariera reprezentacyjna
W reprezentacji Danii Sørensen zadebiutował 3 września 1974 w wygranym 9:0 towarzyskim meczu z Indonezją, w którym strzelił też gola, który był jednocześnie jego jedynym w kadrze. W latach 1974–1975 w drużynie narodowej rozegrał 9 spotkań.